# Šklendrovec (potok)
Šklendrovec je potok, ki teče v bližini istoimenske vasi in se pri Zagorju ob Savi kot desni pritok izliva v reko Savo. Ima en večji pritok: Medvedov graben.